# Kasteel de Burbure

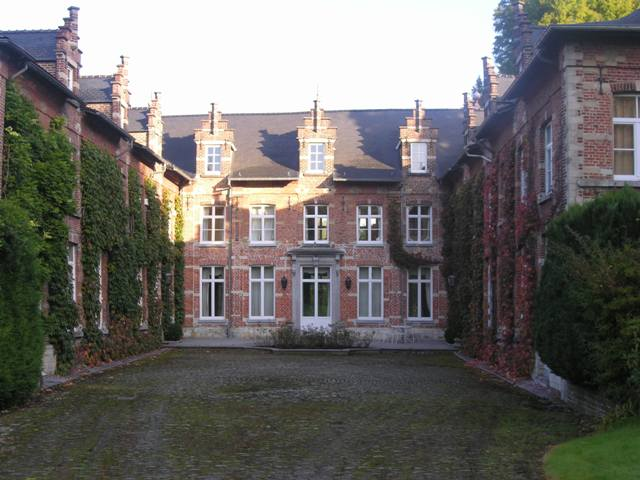
Kasteel de Burbure

Het Kasteel de Burbure is een kasteel in de tot de Vlaams-Brabantse gemeente Wezembeek-Oppem behorende plaats Wezembeek, gelegen aan het Sint-Pietersplein.

## Geschiedenis
In de 12e eeuw was hier sprake van een burcht en in de 16e eeuw was dit een speelhuys (buitenhuis). Hierbij hoorde een pachtboerderij en een watermolen, de Heysvaertmolen, die lag bij de samenvloeiing van de Vuilbeek en de Kleine Maalbeek op het grondgebied van Sterrebeek.
In 1695 kwam het goed in bezit van Gaspard de Burbure die een functie had als buskruitfabrikant en verantwoordelijk was voor het buskruit en salpeter voor de koning van Spanje. Hij liet het kasteel ingrijpend verbouwen. In 1780-1782 werd de zuidelijke vleugel en het poortgebouw afgebroken en begin 19e eeuw werd het kasteel in neoclassicistische trant verbouwd, met trapgeveltjes en dergelijke. In 1811 werd een landschapspark aangelegd.
Begin 20e eeuw woedde een brand in het kasteel en in 1902 werd het hersteld in traditionalistische trant. In 1960 werd een deel van het domein verkaveld en daar werden villa's gebouwd. Wat overbleef werd opgesplitst in twee delen: één daarvan omvatte het kasteel en het andere de watermolen.